# Rio Tambaú
O Rio Tambaú é um rio que banha o estado de São Paulo, no Brasil.
Dá nome ao município de Tambaú, que é cortado pelo rio.

## Etimologia
"Tambaú" é proveniente do termo da língua geral meridional tambá'y, que significa "rio das conchas" (tambá, concha bivalve e 'y, rio).

## Bacia
Pertence à bacia do rio Grande.

## Percurso
Nasce no município de Tambaú, na localização geográfica latitude 21º43'54" Sul e longitude 47º17'42" Oeste, na localidade chamada Santa Cruz da Estela, bem próximo da rodovia que liga Porto Ferreira a Tambaú.
Da nascente, segue em direção norte (0º) do estado de São Paulo, atravessa a rodovia que liga Tambaú a Santa Rita do Passa Quatro, quando, então, muda a direção para leste (90º). Segue paralelo a esta rodovia até atravessar Tambaú e, aí, muda o rumo novamente para norte (0º), seguindo paralelo à rodovia que liga Tambaú a Mococa e, assim, continua até o seu final. 
Passa pelos municípios de: Tambaú e Mococa.
Em Mococa, se torna afluente do rio Pardo na localização geográfica latitude 21º33'54" Sul e longitude 47º04'53" Oeste, muito próximo da rodovia que seguia paralelamente. 
Percorre, neste trajeto, uma distância de mais ou menos 36 quilômetros.

## Afluentes
- Margem sul:
  - Não consta
- Margem norte:
  - Não costa